# Канал запястья
Канал запястья (лат. Canalis carpi) — это проход на ладонной стороне запястья, который соединяет предплечье и кисть, и в котором проходят сухожилия мышц сгибателей и срединный нерв. Канал запястья состоит из соединительной ткани и костей запястья.

## Содержимое
Через канал запястья проходят 9 сухожилий мышц сгибателей:
- Глубокого сгибателя пальцев (лат. flexor digitorum profundus) — 4 сухожилия
- Поверхностного сгибателя пальцев (лат. flexor digitorum superficialis) — 4 сухожилия
- Длинного сгибателя большого пальца (лат. flexor pollicis longus) — 1 сухожилие

Также через канал запястья между сухожилиями глубокого и поверхностного сгибателей пальцев проходит срединный нерв.

## Строение
Запястье, состоящее из костей, формирует дугу, которая обращена выпуклостью на тыльную сторону кисти, а на ладонной стороне образует борозду запястья (лат. sulcus carpi). Сверху эту борозду покрывает удерживатель сгибателей (лат. retinaculum flexorum), состоящий из плотной соединительной ткани, формируя канал запястья. Со стороны лучевой кости удерживатель сгибателей прикрепляется к бугорку ладьевидной кости и к гребню кости-трапеции, а со стороны локтевой кости — к гороховидной кости и к крючку крючковидной кости.
Поверхностно расположенные от канала запястья и удерживателя сгибателей локтевая артерия и локтевой нерв, проходят через локтевой канал (лат. canalis ulnaris).

## Дополнительные изображения
- Канал запястья
- Канал запястья
- Лучезапястный сустав. Глубокий разрез.Вид спереди, ладонная поверхность.
- Лучезапястный сустав. Глубокий разрез.Вид спереди, ладонная поверхность.
- Лучезапястный сустав. Глубокий разрез.Вид спереди, ладонная повержхность.
- Канал запястья и возвышения большого пальца и мизинца
- Канал запястья